# Decima (hudba)

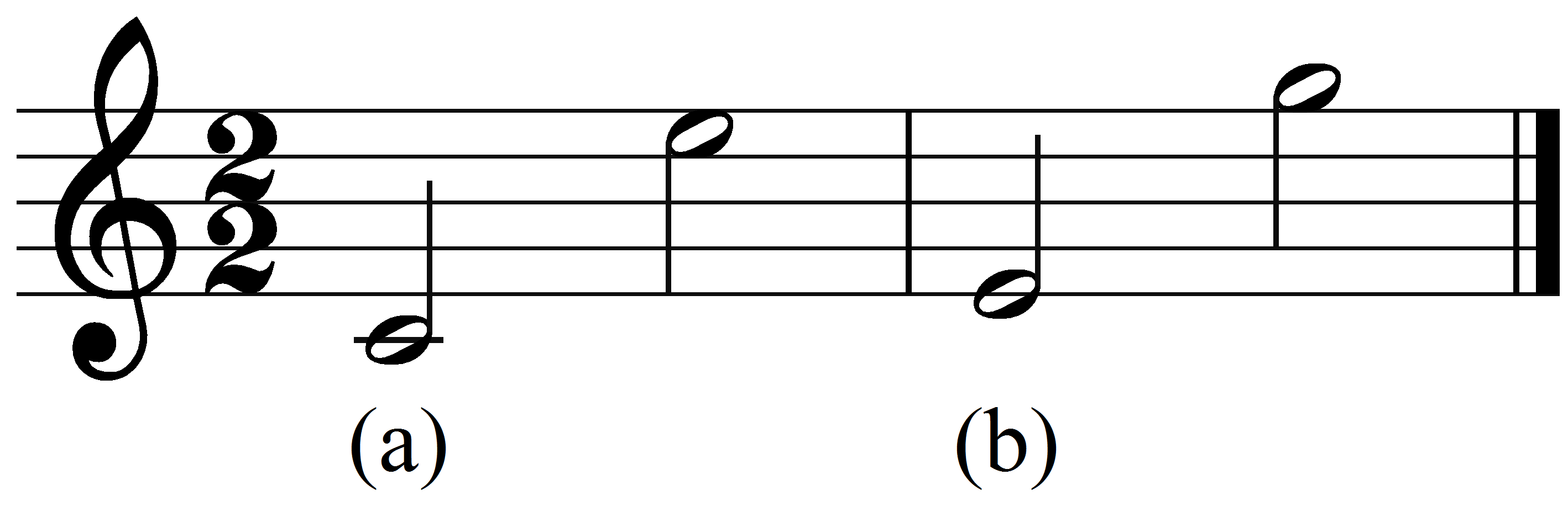
Decima

Decima (z lat. decimus – desátý) je hudební interval skládající se z oktávy a tercie. V rovnoměrně temperovaném ladění obsahuje malá decima 15 půltónů, velká decima 16 půltónů. V harmonii a kontrapunktu se s decimou zachází takřka stejným způsobem jako s tercií. Decima je nejběžněji používaný interval větší než oktáva.